# Ernst Roth (Bibliothekar)
Ernst Karl Ferdinand Roth (* 13. August 1857 in Berlin; † 5. September 1918 in Halle (Saale)) war ein deutscher Bibliothekar und Botaniker.

## Leben
Ernst Roth studierte in Straßburg und an der Friedrich-Wilhelms-Universität zu Berlin Botanik und wurde 1883 mit seiner Dissertation Ueber die Pflanzen, welche den atlantischen Ocean auf der Westküste Europas begleiten zum Dr. phil. promoviert.
Er wurde anschließend zunächst Assistent am Berliner Botanischen Museum und wechselte 1886 als Bibliothekar an die Königliche Bibliothek. 1891 ging er an die Königliche Universitätsbibliothek in Halle, wo er ab 1904 zusätzlich die Bibliothek der Kaiserlichen Leopoldino-Carolinischen Deutschen Akademie der Naturforscher verwaltete.
Am 24. März 1905 wurde Ernst Roth unter der Präsidentschaft von Karl von Fritsch unter der Matrikel-Nr. 3180 als Mitglied in die Kaiserliche Leopoldinisch-Carolinische Deutsche Akademie der Naturforscher aufgenommen.
Ernst Roth war ab 1898 Mitherausgeber der Bibliographie der deutschen Zeitschriftenliteratur.

## Schriften
- Ueber die Pflanzen, welche den atlantischen Ocean auf der Westküste Europas begleiten. Dissertation, 1883
- Ueber die Pflanzen, welche den atlantischen Ocean auf der Westküste Europas begleiten. Eine pflanzengeographische Skizze. In: Verhandlungen des Botanischen Vereins der Provinz Brandenburg, 25, 1883, S. 132–181 (Digitalisat)
- Additamenta ad Conspectum Florae Europaeae editum a cl. C.F. Nyman. Beiträge zu C.F. Nyman's Conspectus Florae Europaeae. Haude & Spener (Weidling), Berlin 1886 (Digitalisat)
- Die Unkräuter Deutschlands. Hamburg 1897 (Digitalisat)

## Werke
- mit Siegfried Weissbein: Bibliographie des gesamten Sports herausgegeben von der internationalen Hygiene-Ausstellung Dresden 1911. Veit, Leipzig 1911